# Театр Дормена

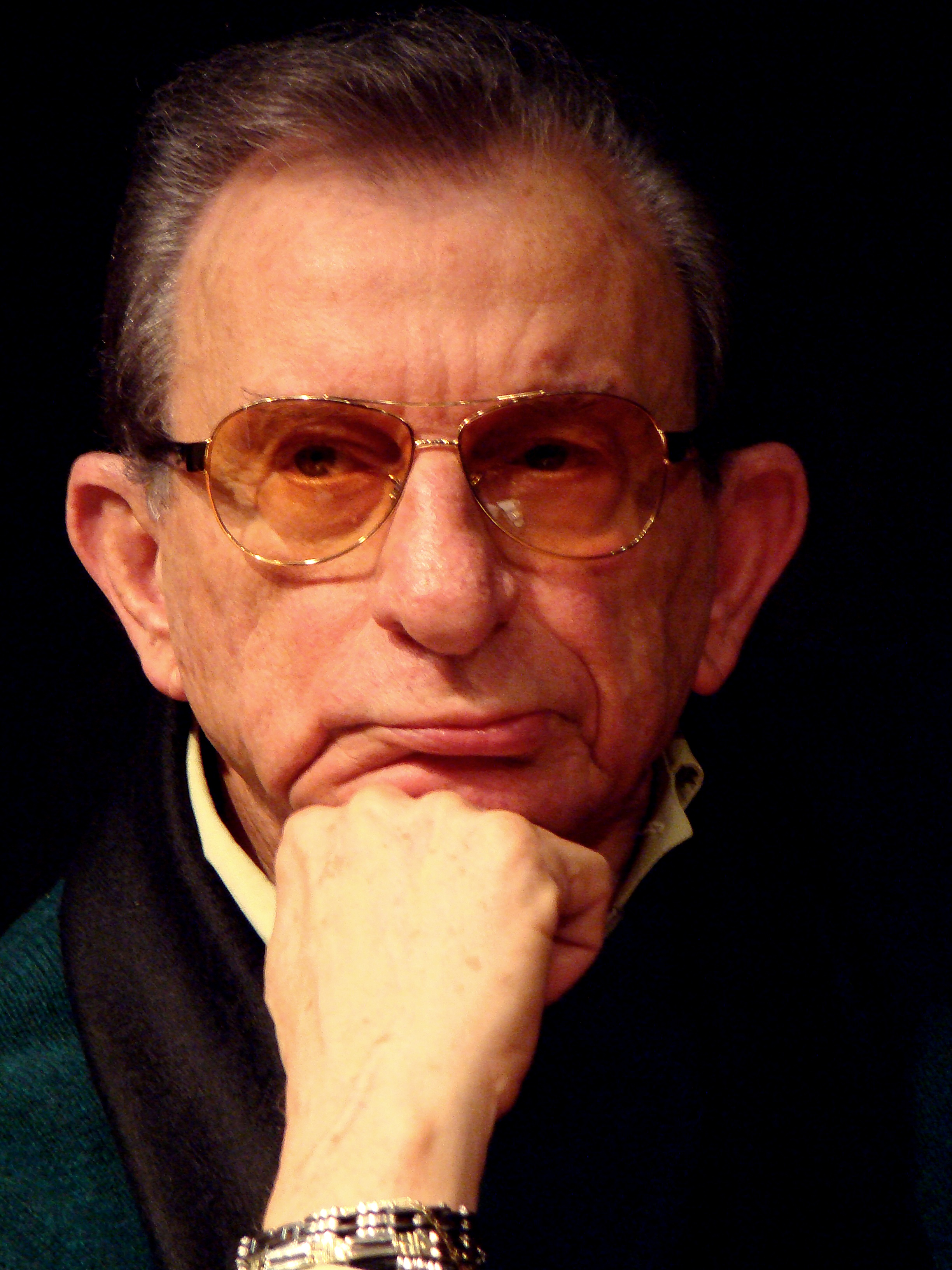
Халдун Дормен, засновник театру Дормена

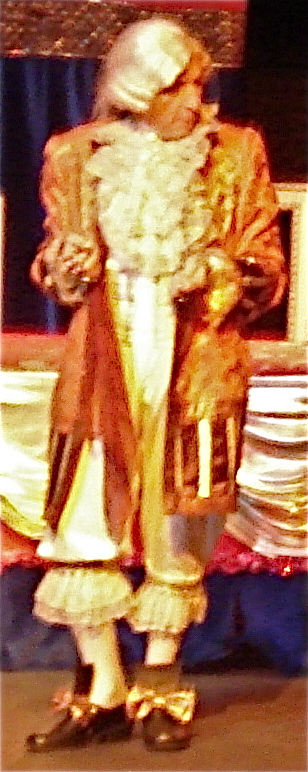
У турецькій версії мосьє Журдена грає Хальдун Дормен. (театральна вистава: Ввічливий дурень)

Приватний театр Дормена — заснований у 1957 році Халдуном Дорменом, діяв в Стамбулі, Туреччина з 1957 по 2006 рік. 
У ніч на 22 серпня 1955 року театр Дормена показав свою першу п’єсу у приміщенні кінотеатру Сюрея. Театр пропонував глядачам там свої невеличкі п’єси до вересня 1957 року. У 1957 році на показі комедії «Пастор Качті» театр отримав офіційну назву  — «Дормен». На сцені  цього театру багато артистів стали відомими, серед них Ерол Гунайдин, Алтан Ербулак, Метін Сереслі, Ніса Сереслі, Ероль Кескін, Іззет Гунай, Йілмаз Коксал, Айфер Ферай. Театр пережив свій найяскравіший період між 1957 і 1972 роками. В Туреччині, у 1961 р., на сцені театру Дормена відбулася перша інсценізація західного мюзиклу "Вулична дівчина Ірма". Гюлріз Сурурі стала відомою завдяки тому, що виконала в цій п'єсі свою першу головну роль вуличної дівчини Ірми. Протягом наступних 10 років, починаючи з 1962 року, театр Дормена працював як звуковий театр в Бейоглу. Серед основних постановок - "Трохи Нове" (tr.Bit Yeniği"ni), "Tovarich", "Erol Günaydın" і "Джемал Резит Рей". За останні 50 років театром було поставлено понад 120 театральних п'єс. 
Театр Дормена відновив свої вистави на сцені у 1984 році. У Ферікей зал, який був пошкоджений і знаходився на місці, не придатному для використання як будівля театру. Пізніше, коли кількість акторів поступово зменшилася, театр знову закрився. Театр Дормена відсвяткував своє 50-річчя у понеділок, 13 березня 2006 року.

## Театральні п'єси театру
- Любов під в'язами
- Фантастичні кузени (вистава) (1963)
- Пунтила Ага та його майстер Матті (1965)
- Тітка
- Табір 17
- Любовна трава.
- Ніна
- Мишоловка
- Чумацький шлях.
- Вулична дівчина Ірма
- Звук вбивства
- Казка про ведмедя
- Мідне залізо, небо мідне.
- Золотий кулак
- Так звані Ангели
- П’ять пальців
- Невеликий котедж
- Магазин іграшок
- Медаль "Перемога"
- Олівер Твіст (1968 - 69)
- Глибоке синє море
- Сік редьки
- Старі сосни стали очками
- Yaygara 70 (1970) Автор: Erol Günaydın Музика: Джемал Решит Рей Напрям: Хальдун Дормен,
- Uy Balon Dünya Автор: Erol Günaydın Напрям: Хальдун Дормен,
- Стамбульська казка Автор: Ероль Гюнайдін Режисура: Хальдун Дормен, (Для Всесвітнього театрального фестивалю. Лондон та Рим)
- Майстер двох лордів Автор: Адаптовано з Голдоні Напрям: Хальдун Дормен,
- Джіджі (сезон 1971-1972): Колетта) [15]
- З рук у руки (сезон 1971-1972): Джордж Фейдо)
- Життя в батьківському домі (сезон 1971-1972) Письменник: Ліндсі та Крейз)
- Готель Парадисо (1984)
- У кожному будинку є річ